# Sembra strano
Sembra strano è un singolo della cantautrice italiana Emma, pubblicato il 17 settembre 2010 come terzo estratto dal primo EP Oltre.

## Descrizione
Il brano è stato scritto e composto da Federica Camba e Daniele Coro, con produzione di Dado Parisini, ed è stato diffuso pochi giorni prima della pubblicazione del singolo Con le nuvole, facente parte del successivo e primo album della cantante, A me piace così.

## Video musicale
Il video, reso disponibile nello stesso giorno di uscita del singolo, si discosta dai precedenti ed alterna momenti tratti dal tour estivo, backstage con la band, immagini dei fans, e scene del risveglio della giovane cantante nella sua stanza.

## Tracce
Testi e musiche di Federica Camba e Daniele Coro.
1. Sembra strano – 3:36